# Temporada de ciclones no Índico Sudoeste de 2016-2017
A temporada de ciclones no Índico Sudoeste de 2016-2017 foi uma temporada abaixo da média, com cinco tempestades tropicais, três das quais se intensificaram em ciclones tropicais. Começou oficialmente em 15 de novembro de 2016 e terminou em 30 de abril de 2017, com exceção de Maurícia e Seicheles, para o qual terminou em 15 de maio de 2017. Essas datas delimitam convencionalmente o período de cada ano em que a maioria dos ciclones tropicais e subtropicais se forma na bacia, que fica a oeste de 90°E e ao sul do Equador. Os ciclones tropicais e subtropicais nesta bacia foram monitorados pelo Centro Meteorológico Regional Especializado em Reunião, embora o Centro Conjunto de Alerta de Tufões tenha emitido avisos não oficiais.

## Previsões sazonais
Em 4 de novembro, os Serviços Meteorológicos das Maurícias (MMS) divulgaram suas perspectivas – verão 2016-17. Espera-se que seis a oito ciclones se formem no sudoeste do Oceano Índico ao longo da temporada de novembro até a primeira quinzena de maio. Isso se soma aos dois ciclones, Abela e Bransby, que se formaram antes do período de previsão. O MMS também indicou que a região ao sul de Diego Garcia seria um centro de foco para a formação de ciclones.

## Resumo sazonal
Apesar de uma temporada fraca, o primeiro ciclone tropical nomeado, Abela se formou no início de 15 de julho. Uma depressão subtropical se formou após três meses. Não houve ciclones tropicais na bacia em novembro, dezembro ou janeiro.

## Sistemas

### Tempestade Tropical Severa Abela
Em 15 de julho, uma depressão tropical formada ao sudoeste de Diego Garcia. Isso marcou apenas a quarta ocorrência de um ciclone tropical existente no sudoeste do Oceano Índico durante o mês de julho, com os outros sendo 1971, Depressão Tropical M2 em 1997 e Ciclone Tropical 01U em julho de 2007. No dia seguinte, a depressão adquiriu status de tempestade tropical moderada, pois os ventos fortes se estendiam por mais da metade do centro. O sistema seguiu oeste-sudoeste, organizando-se lentamente em face do cisalhamento vertical moderado do vento. Na noite de 17 de julho, o RSMC La Réunion iniciou alertas sobre a tempestade depois que uma passagem de scatterômetro revelou 75 km/h (47 mph) ventos. Ao mesmo tempo, os Serviços Meteorológicos das Maurícias nomearam a tempestade Abela. O pequeno sistema atingiu brevemente a força da tempestade tropical severa no dia seguinte, quando um olho de baixo nível se desenvolveu. Abela começou a enfraquecer rapidamente nas horas seguintes, quando se mudou para uma região com temperaturas frias da superfície do mar e baixo potencial oceânico. Abela tornou-se uma baixa remanescente em 20 de julho, ao se aproximar da costa de Madagascar.

### Depressão Subtropical Bransby
Uma zona de clima perturbado desenvolveu-se em uma depressão subtropical ao sul de Madagascar em 2 de outubro. A depressão subtropical foi analisada em pós-análise por ter desenvolvido ventos de pico de 95 km/h (59 mph) em 3 de outubro. O sistema enfraqueceu lentamente enquanto executava um loop anticiclônico até ter ventos de 75 km/h (47 mph) no início de 5 de outubro, quando o RSMC La Réunion começou a alertar operacionalmente sobre o sistema e a Direction Generale de la Meteorologie (DGM) de Madagascar o nomeou Bransby. Bransby não foi monitorado pelo Joint Typhoon Warning Center até o dia seguinte. A tempestade continuou a enfraquecer ao longo do dia até que mal estava produzindo ventos fortes. No dia seguinte, Bransby desenvolveu um olho de banda definido à medida que se intensificou e acelerou para o sudeste. Seis horas depois, Bransby voltou a atingir seu pico de intensidade. O RSMC La Réunion observou que Bransby mais uma vez desenvolveu ventos de 95 km/h (59 mph), equivalente à classificação de tempestade tropical severa atribuída a ciclones tropicais de mesma intensidade. Ao longo da noite de 6 de outubro, a organização de Bransby deteriorou-se rapidamente à medida que o cisalhamento do vento noroeste cobrava seu preço, resultando em um rápido enfraquecimento. Em 7 de outubro, Bransby tornou-se uma baixa remanescente com uma circulação alongada desprovida de convecção enquanto se movia por 16 °C águas.

### Depressão Tropical 03
Uma perturbação tropical desenvolveu-se no Oceano Índico em 27 de janeiro. O sistema desenvolveu-se rapidamente e a Météo-France atualizou o sistema para uma depressão seis horas depois. O sistema durou pouco; a depressão mais tarde enfraqueceria e Météo-France descontinuou os avisos para o sistema em 28 de janeiro.

### Ciclone Tropical Carlos
Uma perturbação tropical se formou ao norte de Maurício em 27 de janeiro. Nos dias seguintes, organizou-se gradualmente sob cisalhamento baixo a moderado, até que a Météo-France transformou a perturbação em uma depressão. 12 horas depois, a agência atualizou ainda mais o sistema, nomeando-o 'Carlos'. O JTWC seguiria o exemplo ao mesmo tempo, designando-o como '04S'. Carlos se intensificou ainda mais até que a Météo-France atualizou Carlos para uma tempestade tropical severa; o sistema enfraqueceria mais tarde, tornando-se exposto em 6 de fevereiro. Então, Carlos reintensificou; a tempestade mais tarde atingiria o pico em 9 de fevereiro, com ventos sustentados de 70 nós e uma pressão de 965 mb. Depois, Carlos enfraqueceu rapidamente abaixo da força da categoria 1, e então passou por transição extratropical, um processo que será concluído em 10 de fevereiro. Ambas as agências monitorariam o sistema extratropical até que Carlos se dissipasse completamente em 13 de fevereiro.

### Ciclone Tropical Dineo
As origens do Dineo podem ser rastreadas até um conjunto de tempestades que se organizaram em uma área de baixa pressão no Canal de Moçambique em 11 de fevereiro. Nos dois dias seguintes, o sistema gradualmente derivou em uma pista geralmente ao sul, à medida que ganhou intensidade e levou o JTWC a emitir um TCFA. Em 13 de fevereiro, o RSMC La Réunion declarou que um distúrbio tropical se formou na área e começou a emitir avisos. Localizada em um ambiente muito favorável, a depressão rapidamente ganhou intensidade e tanto o RSMC quanto o JTWC registraram ventos de pelo menos 65 km/h (40 mph) mais tarde naquele dia, com o RSMC posteriormente nomeando a tempestade Dineo.
Dineo atingiu Moçambique em Fevereiro 15 como um ciclone tropical, trazendo chuvas torrenciais e ventos prejudiciais. Dineo foi o primeiro ciclone tropical a atingir Moçambique desde o ciclone Jokwe em 2008. As estimativas derivadas de satélite indicaram até 200 mm (7.9 in) de chuva caiu em Inhambane. Pelo menos sete pessoas foram mortas em todo o país, incluindo uma criança esmagada por uma árvore caída em Massinga. Estima-se que 20.000 casas foram destruídas e aproximadamente 130.000 pessoas foram diretamente afetadas. Inundações generalizadas ocorreram no Zimbábue, com Mutare, Chiredzi e Beitbridge particularmente atingidas. pelo menos 271 pessoas foram mortas pela tempestade e os danos ultrapassaram US$ 200 milhão. Os restos da tempestade provocaram inundações destrutivas no Botswana.  No mês seguinte à tempestade, um surto de cólera em Moçambique e Malawi infectou mais de 1.200 pessoas e ceifou 2 vidas.

### Ciclone Tropical Intenso Enawo
Um vale de monção começou a persistir a oeste de Diego Garcia no final de fevereiro de 2017, quando a oscilação Madden-Julian (MJO) sobre o Oceano Índico ficou mais perceptível. Em 2 de março, formou-se uma zona de clima perturbado na área, embora inicialmente tenha sido difícil definir um centro claro; mais tarde, o Joint Typhoon Warning Center (JTWC) emitiu um alerta de formação de ciclone tropical para melhorar a estrutura de baixo nível e condições ambientais favoráveis. Apenas seis horas após o sistema cerca de 820 km (510 mi) ao norte das Maurícias intensificando-se para uma perturbação tropical, a Météo-France a atualizou para uma tempestade tropical moderada às 06:00 UTC de 3 de março com o nome Enawo dos Serviços Meteorológicos das Maurícias, por causa dos recentes dados ASCAT-B sugerindo vendaval - ventos de força. O JTWC também começou a emitir alertas de ciclones tropicais em Enawo.
Enawo se transformou em uma tempestade tropical severa por volta das 18:00 UTC de 4 de março, por mostrar um impressionante padrão central incorporado associado a topos de nuvens extremamente frios. Enawo formou um olho irregular logo graças às condições favoráveis de excelente vazão, cisalhamento vertical mais fraco do vento e temperaturas quentes da superfície do mar ; no entanto, a fase de fortalecimento foi interrompida por meio dia devido a um possível ciclo de substituição da parede do olho. Enawo começou a se intensificar novamente e desenvolveu um olho bem definido indicado por imagens de satélite e de microondas, levando a Météo-France a atualizar o sistema para um ciclone tropical intenso às 12:00 UTC com base nas melhorias estruturais. Enawo atingiu seu pico de intensidade às 06:00 UTC em 7 de março, com ventos máximos sustentados de dez minutos em 205 km/h (127 mph) e a pressão central em 925 hPa (27,32 inHg). Logo depois disso, Enawo atingiu a área entre Antalaha e Sambava na região de Sava, Madagascar por volta das 09:30 UTC (12:30 EAT ), tornando-se o mais forte landfall no país desde Gafilo em 2004. O ciclone começou a enfraquecer rapidamente devido à interação da terra com um olho cheio de nuvens e o aquecimento dos topos das nuvens; o JTWC também emitiu um aviso final mais tarde para o movimento interior.

### Tempestade Tropical Moderada Fernando
Uma onda tropical se desenvolveu no extremo leste do Território Britânico do Oceano Índico em 3 de março. Flutuando lentamente em direção ao sudoeste nos próximos dois dias, gradualmente se organizou em uma área bem marcada de baixa pressão. Em 6 de março, o RSMC La Réunion começou a rastrear o sistema como Tropical Disturbance 7. À medida que o centro de circulação de baixo nível (LLCC) se consolidava e as bandas de convecção melhoravam, o JTWC emitiu um TCFA para o sistema; e menos de três horas depois, o RSMC La Réunion começou a rastreá-lo como uma depressão tropical. Não foi até o final de 8 de março, no entanto, que o JTWC emitiu seu primeiro aviso sobre a depressão. O sistema estava se deslocando para sudoeste sob a influência de uma forte cordilheira subtropical localizada logo ao sul. Localizava-se a cerca de 940 km (580 mi) sudoeste Diego Garcia quando ventos de 65 km/h (40 mph) foram  notados pela primeira vez.
Embora o JTWC tenha relatado ventos com força de tempestade tropical nos próximos dois dias, o RSMC La Réunion apenas o rastreou como uma depressão tropical até 10 de março, quando ambas as agências relataram que o sistema havia se dissipado. O RSMC rebaixou a depressão para uma Zona de Tempo Perturbado, enquanto o JTWC informou que o LLCC estava se dissipando em uma calha. O sistema continuou a seguir em uma direção geralmente sudoeste e exibiu características subtropicais. O RSMC La Réunion voltou a rastreá-lo como uma depressão tropical em 14 de março. Mais tarde naquele dia, o RSMC atualizou ainda mais o sistema para uma Tempestade Tropical Moderada e o nomeou Fernando, apesar de sua natureza subtropical. O RSMC La Réunion relatou pela primeira vez a natureza pós-tropical de Fernando em 15 de março às 00:00 UTC, enquanto a pressão central continuava caindo. Eles emitiram seu aviso final mais tarde naquele dia.

### Outros sistemas
Em 30 de maio, o Australian Bureau of Meteorology começou a monitorar o Tropical Low 31U, que havia desenvolvido cerca de 2,000 km (1,200 mi) oeste de Jacarta, Indonésia. Nos dias seguintes, o sistema deslocou-se para sudoeste e foi classificado como área de baixa pressão pelo RSMC La Réunion, antes de começar a encher e se dissipar em 2 de junho.

### Nomes das tempestades
Dentro do Sudoeste do Oceano Índico, depressões tropicais e subtropicais que são consideradas com ventos sustentados de 10 minutos de 65 km/h (40 mph) pelo Centro Meteorológico Regional Especializado da Ilha de La Réunion, França (RSMC La Réunion) geralmente recebem um nome. No entanto, são os Centros Sub-regionais de Aconselhamento de Ciclones Tropicais nas Maurícias e Madagáscar que dão nome aos sistemas. O Centro Consultivo Sub-Regional de Ciclones Tropicais nas Maurícias nomeia uma tempestade caso se intensifique em uma tempestade tropical moderada entre 55°E e 90°E. Se, em vez disso, um ciclone se intensificar em uma tempestade tropical moderada entre 30°E e 55°E, o Centro Consultivo Sub-Regional de Ciclones Tropicais em Madagascar atribui o nome apropriado à tempestade.
A partir da temporada 2016-17, as listas de nomes no Sudoeste do Oceano Índico foram alternadas em uma base trienal. Os nomes das tempestades são usados apenas uma vez, portanto, qualquer nome de tempestade usado neste ano seria removido da rotação e substituído por um novo nome para a temporada 2019-20. Nomes não usados em 2016–17 permaneceriam na lista para a temporada 2019–20.
| - Abela - Bransby - Carlos - Dineo - Enawo - Fernando - Gabekile (sem usar) - Herold (sem usar) - Irondro (sem usar) | - Jeruto (sem usar) - Kundai (sem usar) - Lisebo (sem usar) - Michel (sem usar) - Nousra (sem usar) - Olivier (sem usar) - Pokera (sem usar) - Quincy (sem usar) - Rebaone (sem usar) | - Salama (sem usar) - Tristan (sem usar) - Ursula (sem usar) - Violet (sem usar) - Wilson (sem usar) - Xila (sem usar) - Yekela (sem usar) - Zania (sem usar) |

Após a temporada, os seis nomes utilizados foram automaticamente retirados e substituídos por Ambali, Belna, Calvinia, Diane, Esami e Francisco, respectivamente para a temporada 2019-20.

## Efeitos sazonais
Esta tabela lista todos os ciclones tropicais e ciclones subtropicais que foram monitorados durante a temporada de ciclones do Sudoeste do Oceano Índico de 2016–2017. Informações sobre sua intensidade, duração, nome, áreas afetadas vêm principalmente do RSMC La Réunion. Os relatórios de mortes e danos vêm de relatórios da imprensa ou da agência nacional de gerenciamento de desastres relevante, enquanto os totais de danos são fornecidos em 2016 ou 2017 USD.
| Nome                | Datas ativo              | Classificação máxima         | Velocidade de vento sustentados | Pressão               | Áreas afetadas                                        | Danos (USD)  | Fatalidades | Refs                 |
| ------------------- | ------------------------ | ---------------------------- | ------------------------------- | --------------------- | ----------------------------------------------------- | ------------ | ----------- | -------------------- |
| Abela               | 15 de julho–20           | Tempestade tropical severa   | 95 km/h (60 mph)                | 987 hPa (29.1 inHg)   | Madagascar                                            | Nenhum       | Nenhum      |                      |
| Bransby             | 2 de outubro–6           | Depressão subtropical        | 100 km/h (60 mph)               | 987 hPa (29.1 inHg)   | Nenhum                                                | Nenhum       | Nenhum      |                      |
| 03                  | 27 de janeiro–28         | Depressão tropical           | 55 km/h (35 mph)                | 1,005 hPa (29.7 inHg) | Nenhum                                                | Nenhum       | Nenhum      |                      |
| Carlos              | 2 de fevereiro–10        | Ciclone tropical             | 130 km/h (80 mph)               | 965 hPa (28.5 inHg)   | Réunion, Mauritius                                    | Nenhum       | Nenhum      |                      |
| Dineo               | 13 de fevereiro–17       | Ciclone tropical             | 140 km/h (85 mph)               | 955 hPa (28.2 inHg)   | Moçambique, África do Sul, Zimbabwe, Botswana, Malawi | $217 000 000 | 280         | [ 31 ] [ 66 ] [ 67 ] |
| Enawo               | 2 de março–9             | Ciclone tropical intenso     | 205 km/h (125 mph)              | 932 hPa (27.5 inHg)   | Madagascar, Réunion                                   | $400 000 000 | 78          | [ 68 ] [ 69 ] [ 67 ] |
| Fernando            | 6 de março – 14 de 2017  | Tempestade tropical moderada | 65 km/h (40 mph)                | 997 hPa (29.4 inHg)   | Rodrigues                                             | Nenhum       | Nenhum      | [ 70 ]               |
| Totais da temporada |                          |                              |                                 |                       |                                                       |              |             |                      |
| 7 sistemas          | 15 de julho –14 de março |                              | 205 km/h (125 mph)              | 932 hPa (27.5 inHg)   |                                                       | $617 milhões | 356         |                      |